# Eubalichthys gunnii
Eubalichthys gunnii es una especie de peces de la familia Monacanthidae en el orden de los Tetraodontiformes.

## Morfología
Los machos pueden llegar alcanzar los 60 cm de longitud total.

## Hábitat
Es un pez de mar y de clima tropical y demersal que vive entre 5-150 m de profundidad.

## Distribución geográfica
Se encuentran en las costas meridionales de Australia.

## Observaciones
Es inofensivo para los humanos.